# Джун Наншан
В това китайско име фамилията (Джун) стои пред личното име.
Джун Наншан (на китайски: 钟南山, на пинин: Zhong Nanshan) е китайски пулмолог, епидемиолог и администратор.
Роден е в Нанкин, в семейство на преселници от Фудзиен, на 20 октомври 1936 година. Завършва медицина в Пекинския университет, получава диплома и от Единбургския университет през 1981 г.
Сред първите лекари, лекували тежкия остър респираторен синдром, той играе важна роля в управлението на епидемията от болестта през 2002 – 2004 г., както и на пандемията от COVID-19 след 2019 г..